# Arvo Haavisto
Arvo Haavisto (Ilmajoki, Finlandia, 7 de enero de 1900-ídem, 22 de abril de 1977) fue un deportista finlandés especialista en lucha libre olímpica donde llegó a ser campeón olímpico en Ámsterdam 1928.

## Carrera deportiva
En los Juegos Olímpicos de 1924 celebrados en París ganó la medalla de bronce en lucha libre olímpica estilo peso ligero, siendo superado por el estadounidense Russell Vis (oro) y por su compatriota finlandés Volmar Wikström (plata). Cuatro años después, en las Olimpiadas de Ámsterdam 1928 ganó la medalla de oro en la categoría de peso wélter.